# Roest (sperzieboon)
De roest komt over de gehele wereld voor op bonen. In warme zomers kan in Nederland en België bij de sperzieboon en pronkboon aantasting door roest (Uromyces appendiculatus var. appendiculatus syn. Puccinia phaseoli Rabenh. en Uromyces phaseoli (Pers.) G. Winter) optreden. Op het blad ontstaan eerst lichte, ronde vlekjes met op de achterkant in een kring staande witte bekertjes (aecia).

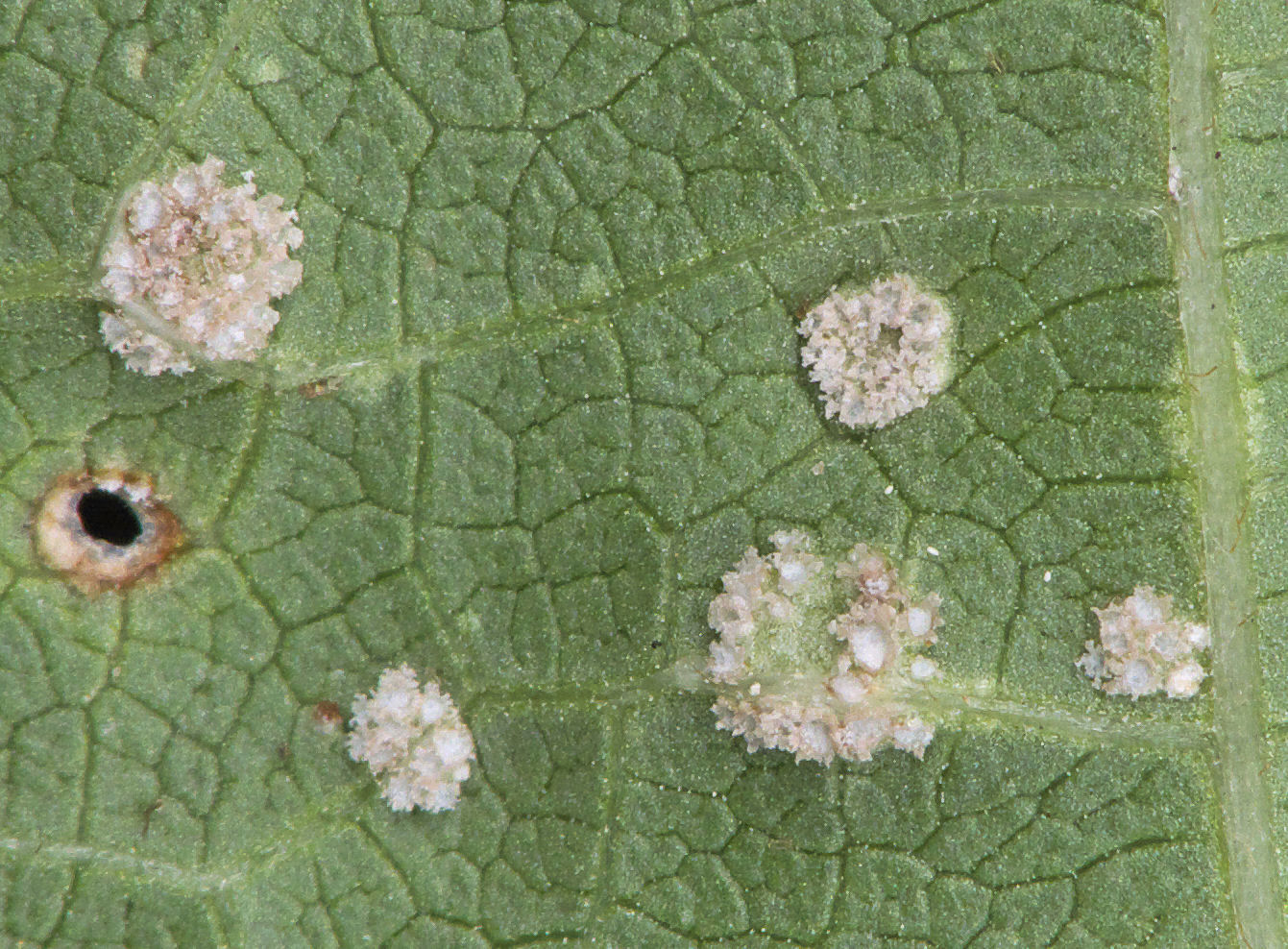
Aecia op blad van pronkboon

Later ontstaan lichtbruine en donkerbruine vlekken met uredosporen. Gunstige omstandigheden voor infectie zijn een temperatuur tussen 17-27 °C en een relatieve luchtvochtigheid rond 95% gedurende 10-18 uur per dag. Er komen meer dan 300 fysio's van deze roest voor.
De roest heeft geen andere waardplanten en doorloopt de volledige levenscyclus op bonen.
De roest overwintert niet alleen op de aangetaste plantendelen, maar ook op de bonenstaken. De roest gaat niet over met de zaadbonen.

## Beschrijving
De roestinfectie begint met kleine, gele of witte, iets verhoogde vlekken op de boven- en onderzijde van het blad, doordat in het voorjaar de teleutospore kiemt en een basidiospore vormt, die vervolgens een spermogonium op de bovenzijde van het blad vormt. Het spermogonium vormt spermatiën en receptieve hyfen. Na bevruchting van een receptieve hyfe van het spermogonium door een spermatium met een ander paringstype, wordt een dikaryotisch (tweekernig) pro-aecidium op de onderkant van het blad gevormd, dat uitgroeit tot een aecidium, de witte bekertjes, met aecidiosporen. De aecidiospore kiemt, waarna een uredinium gevormd wordt. In de groter wordende vlekken ontstaan in het uredinium roodbruine, 3 mm grote sporenhoopjes met zomersporen (uredosporen). Deze uredosporen vormen vervolgens weer een uredinium (deze cyclus kan in het groeiseizoen elke tien tot veertien dagen herhaald worden). De sporenhoopjes kunnen omringd zijn door een gele kring. Ook stengels en peulen kunnen aangetast worden. Aan het eind van het seizoen ontstaan in de sporenhoopjes bruinzwarte wintersporen (teleutosporen), doordat de uredinia overgaan in telia.

## Fotogalerij

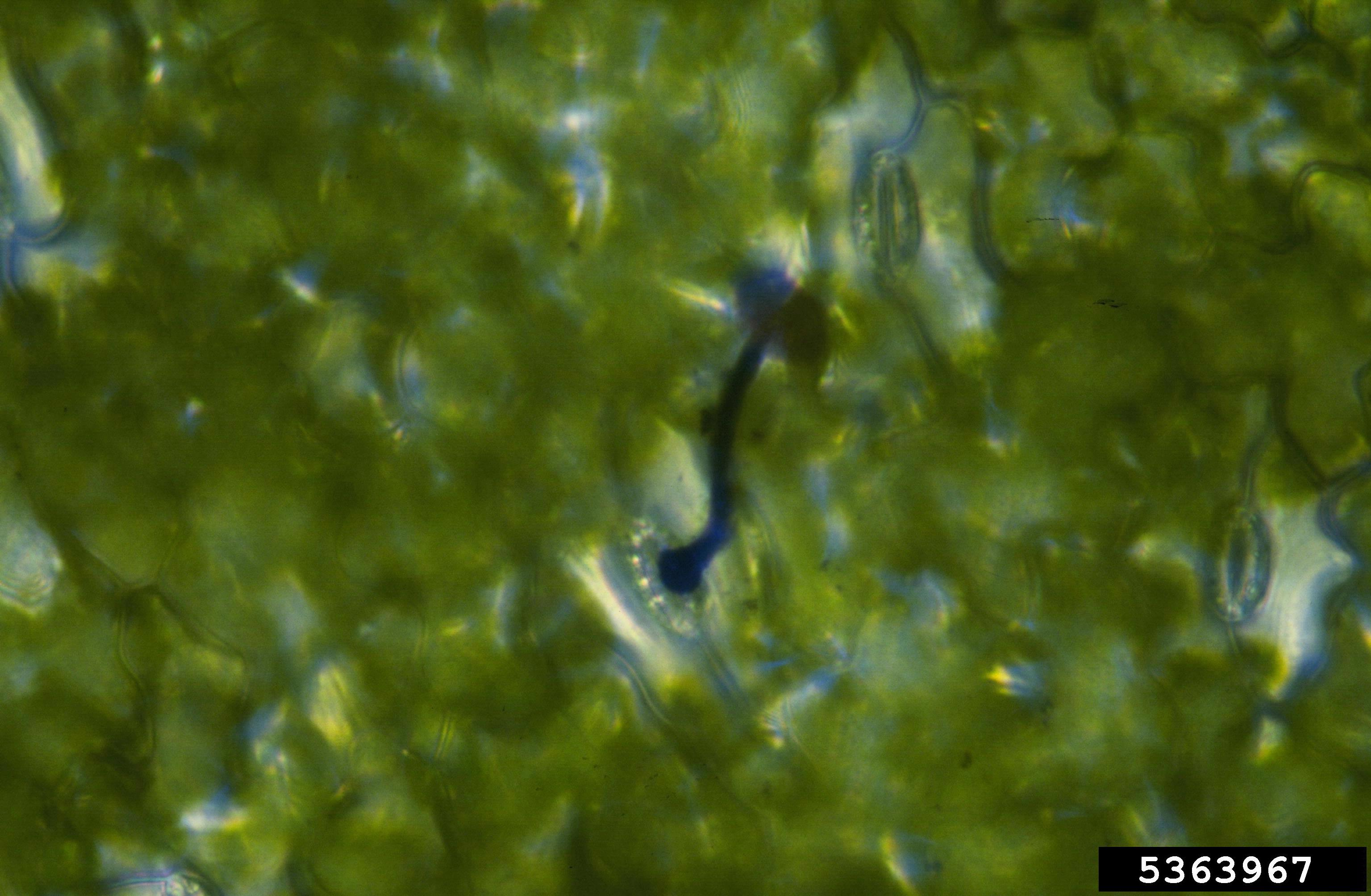
Kiembuis uredospore met appressorium
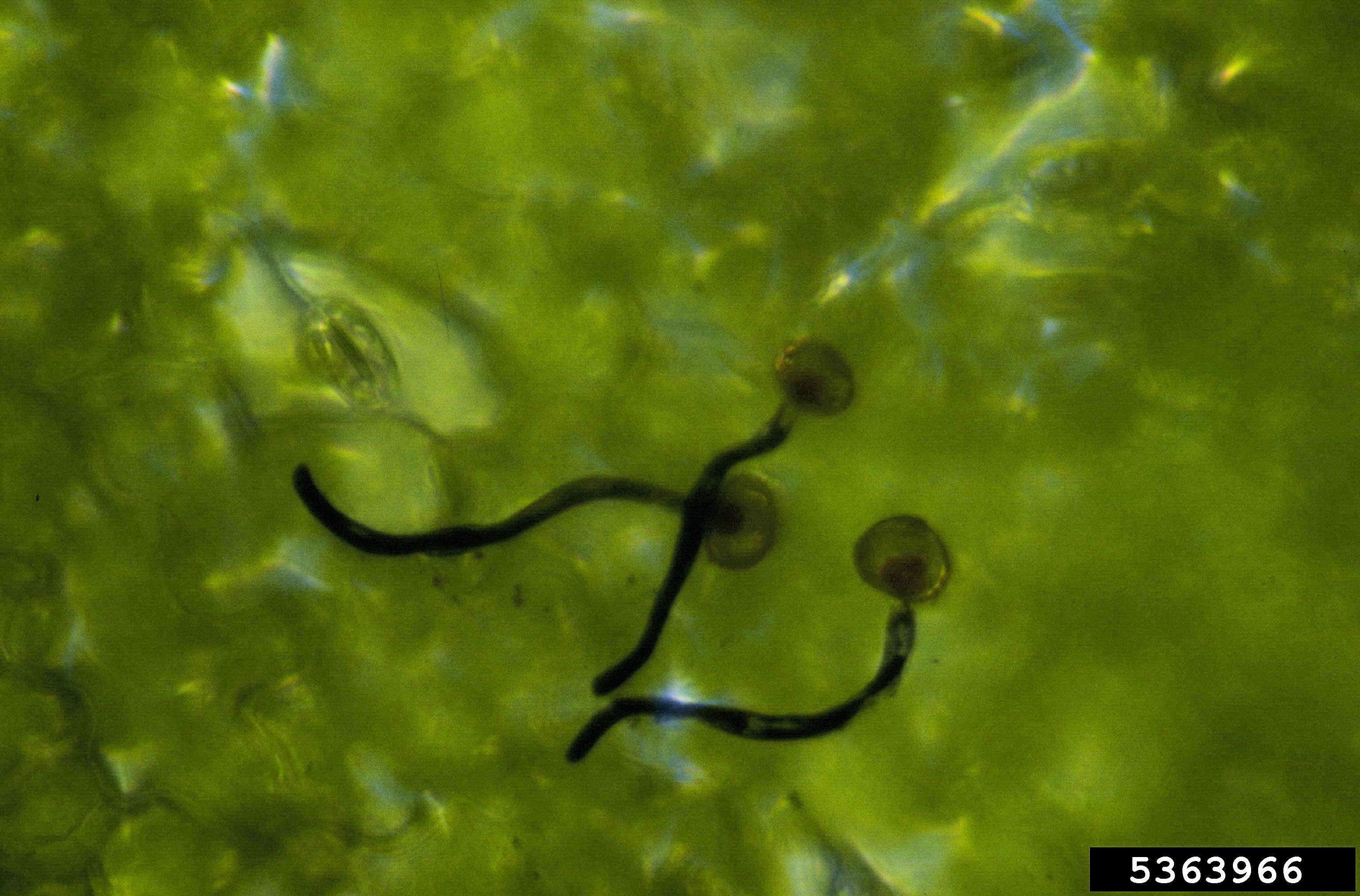
Kiembuizen uredosporen
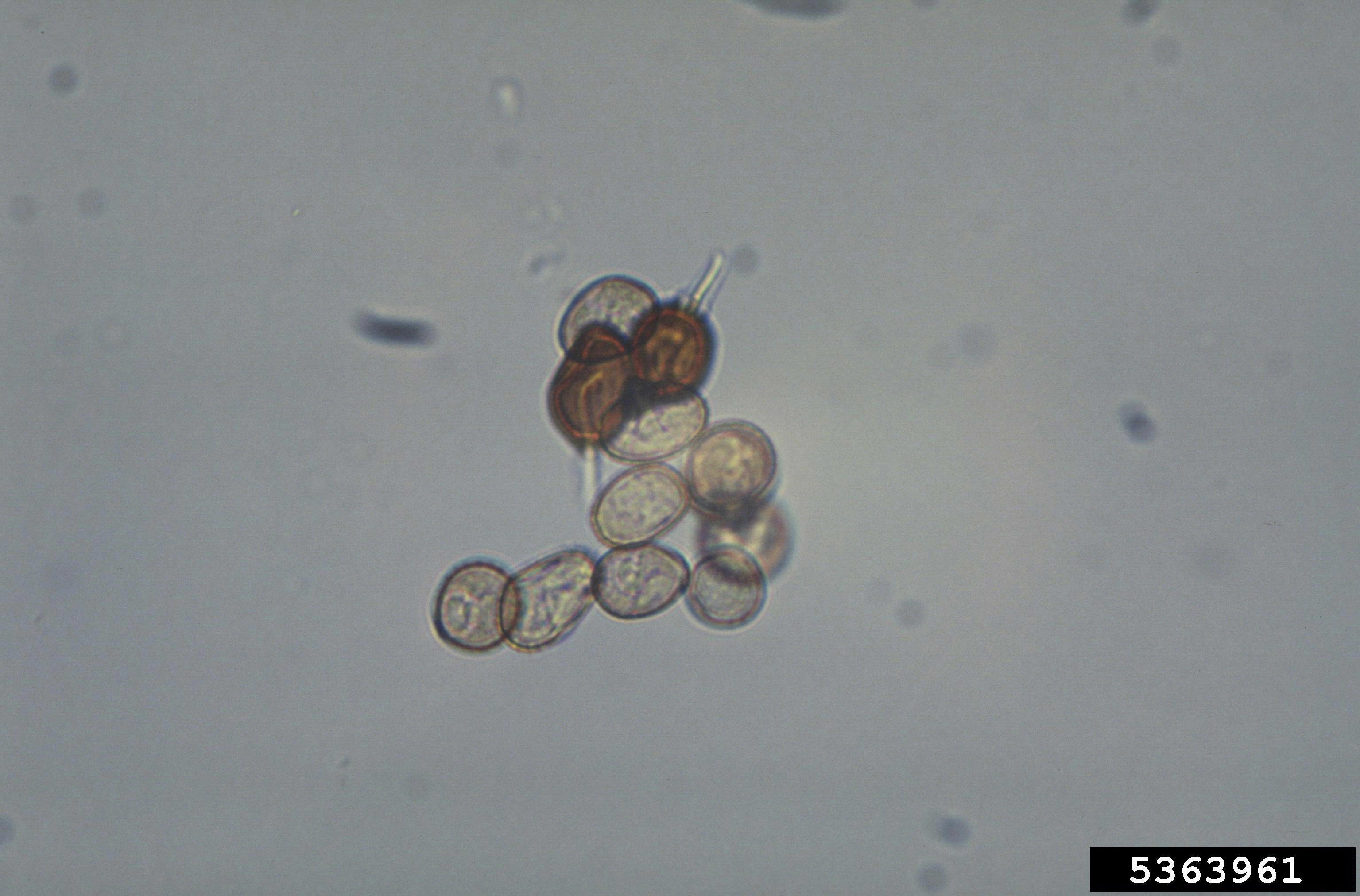
Uredosporen (licht gekleurd) en teleutosporen (donkergekleurd)
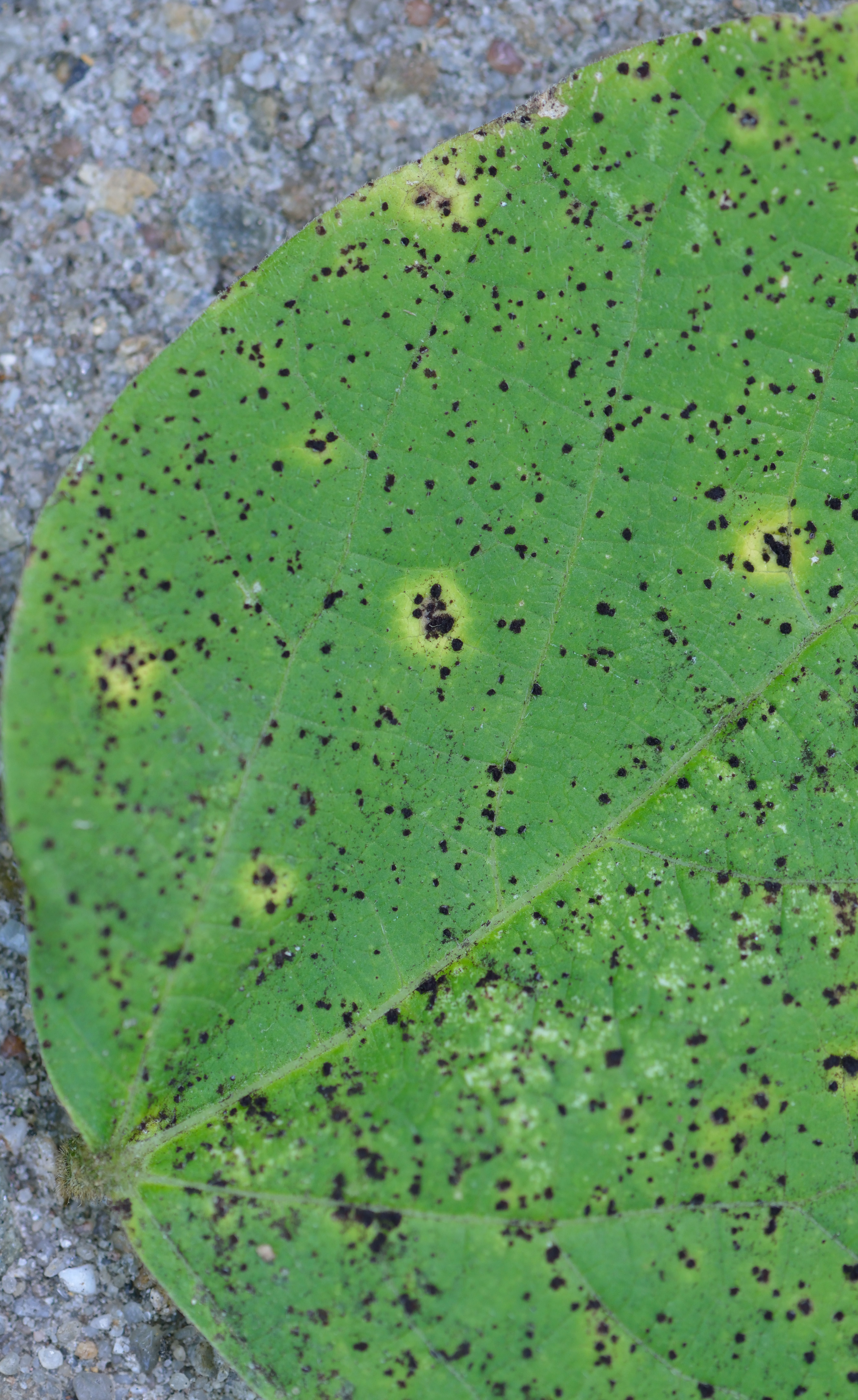
Telia
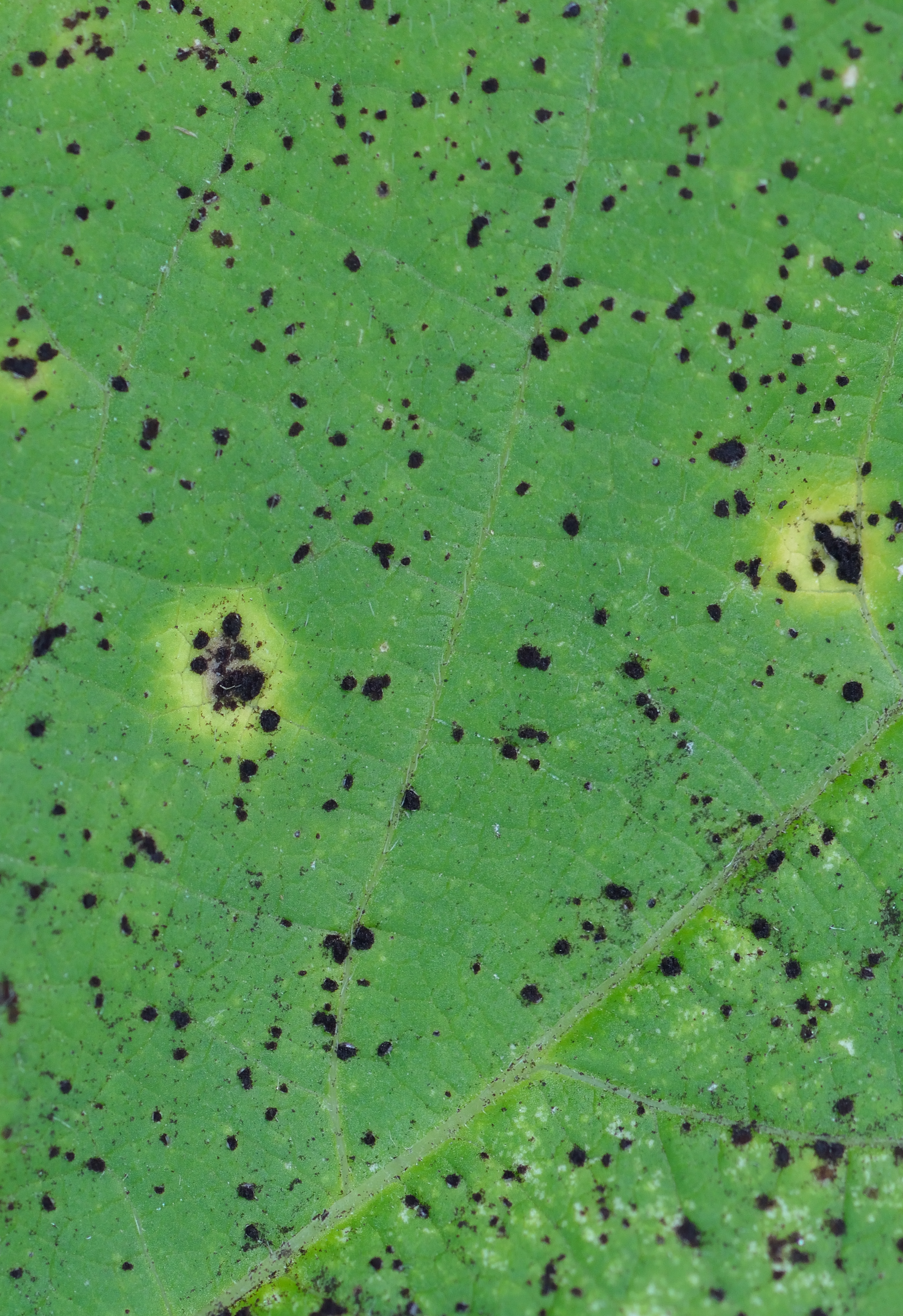
Telia closeup
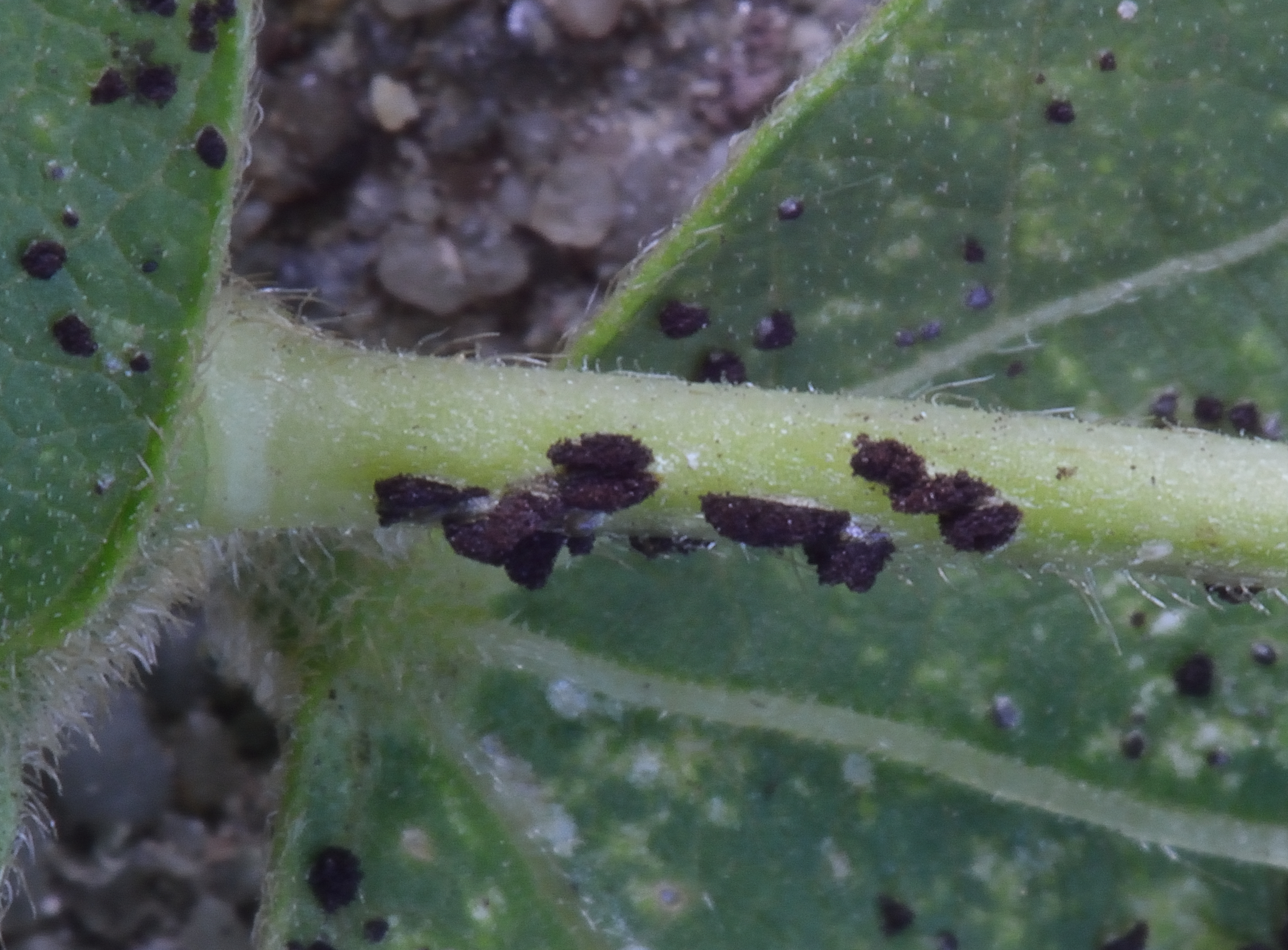
Telia closeup
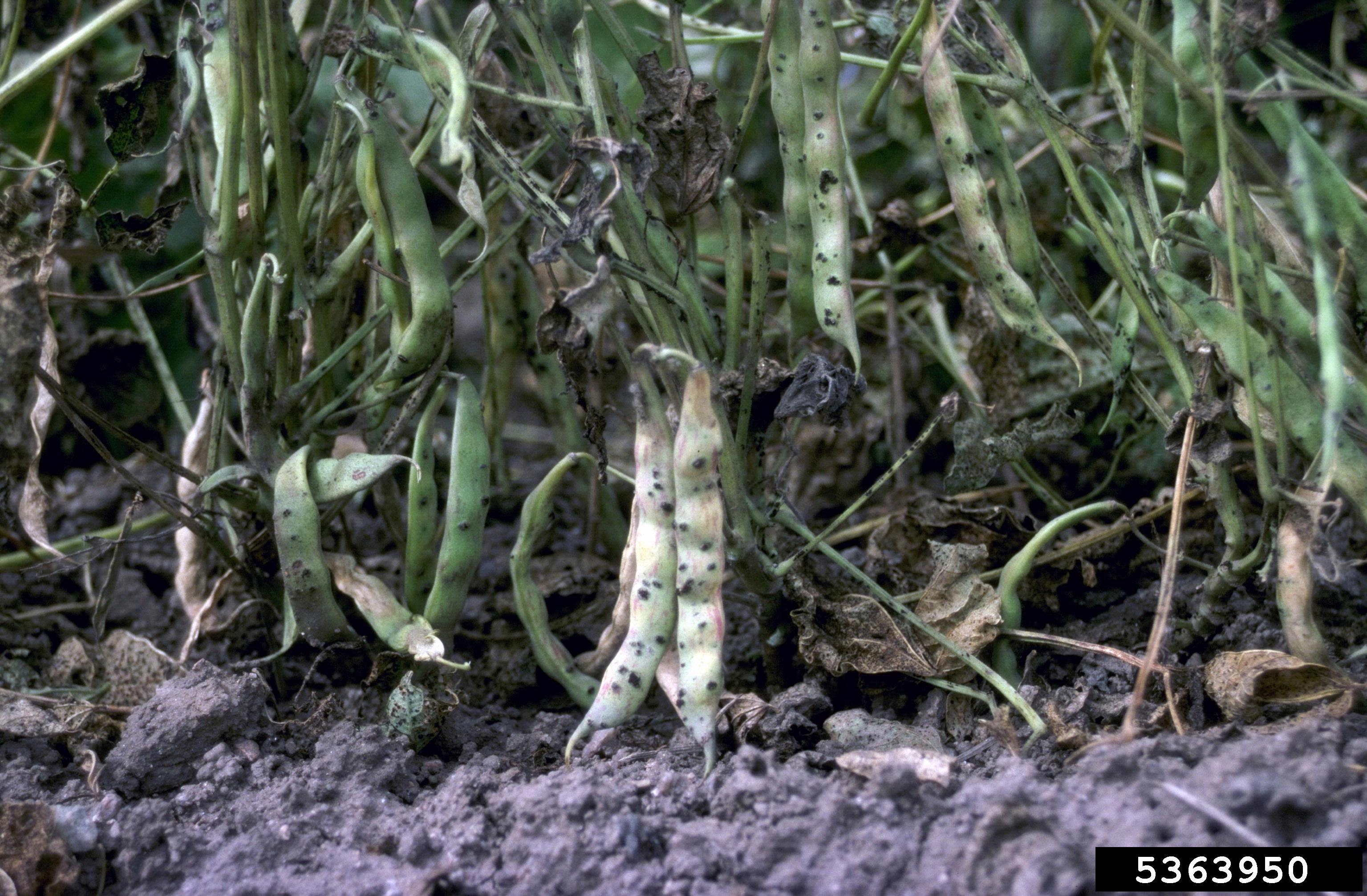
Telia
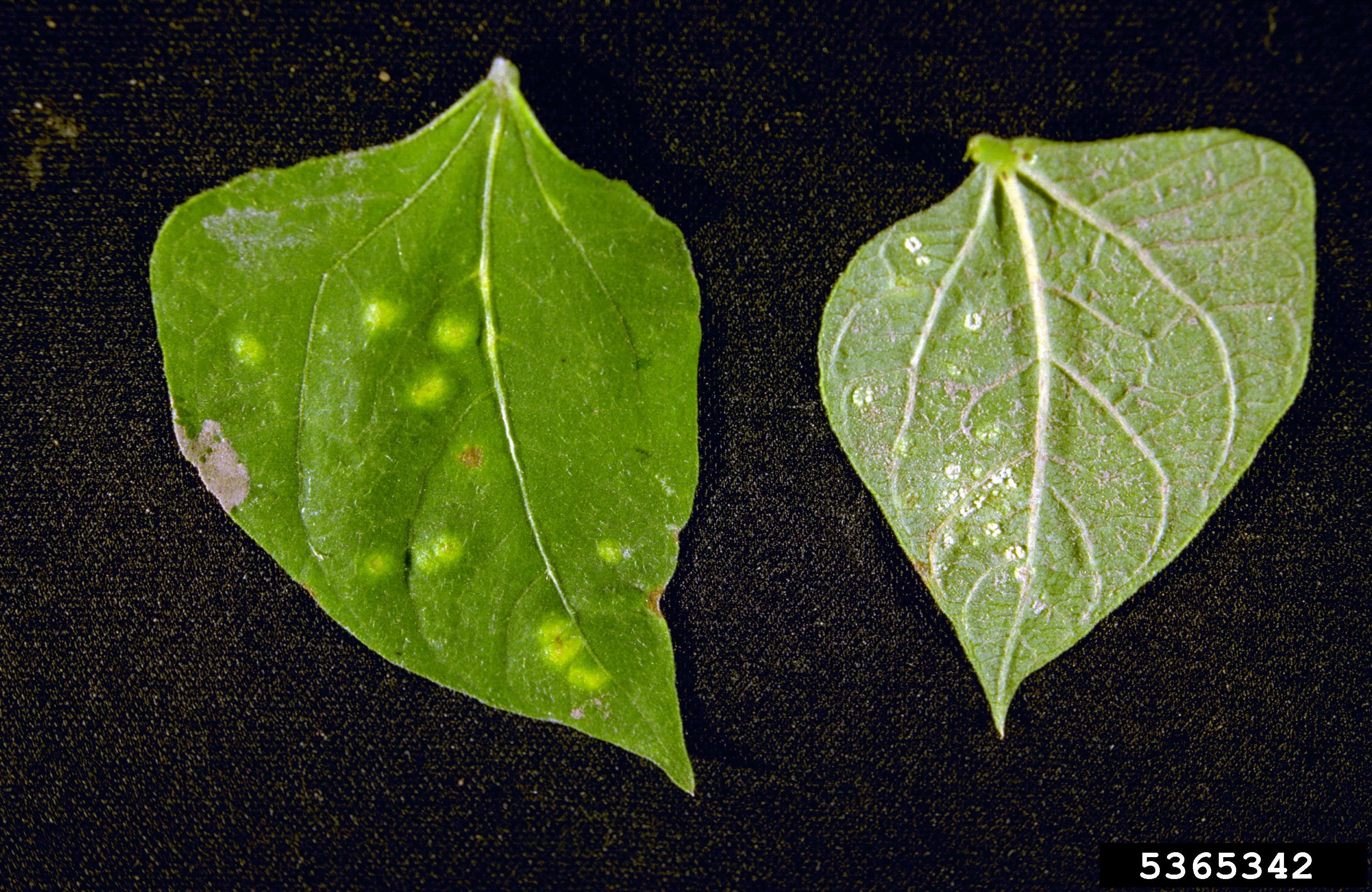
Spermogonia (links) en aecia (rechts)
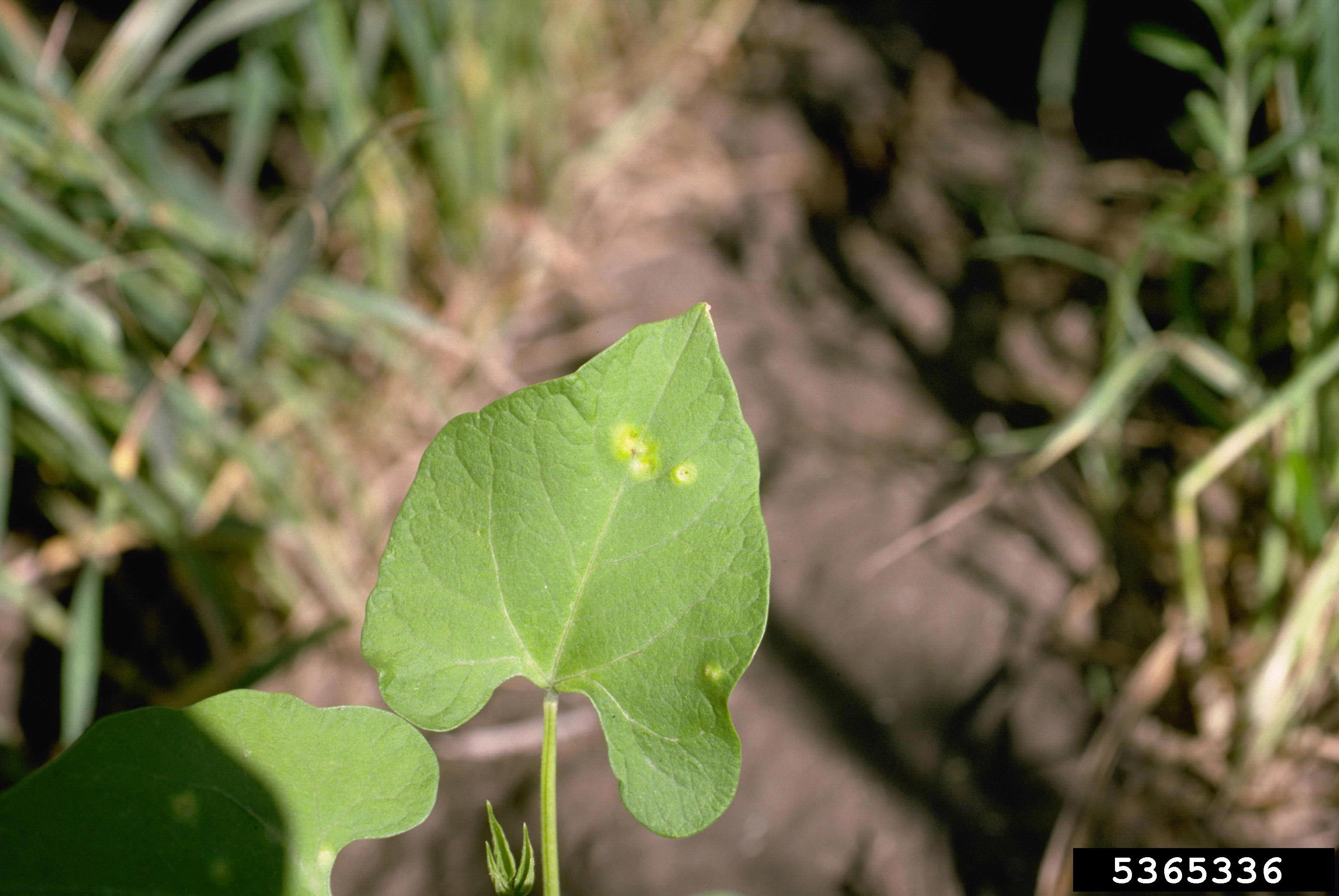
Spermogonia
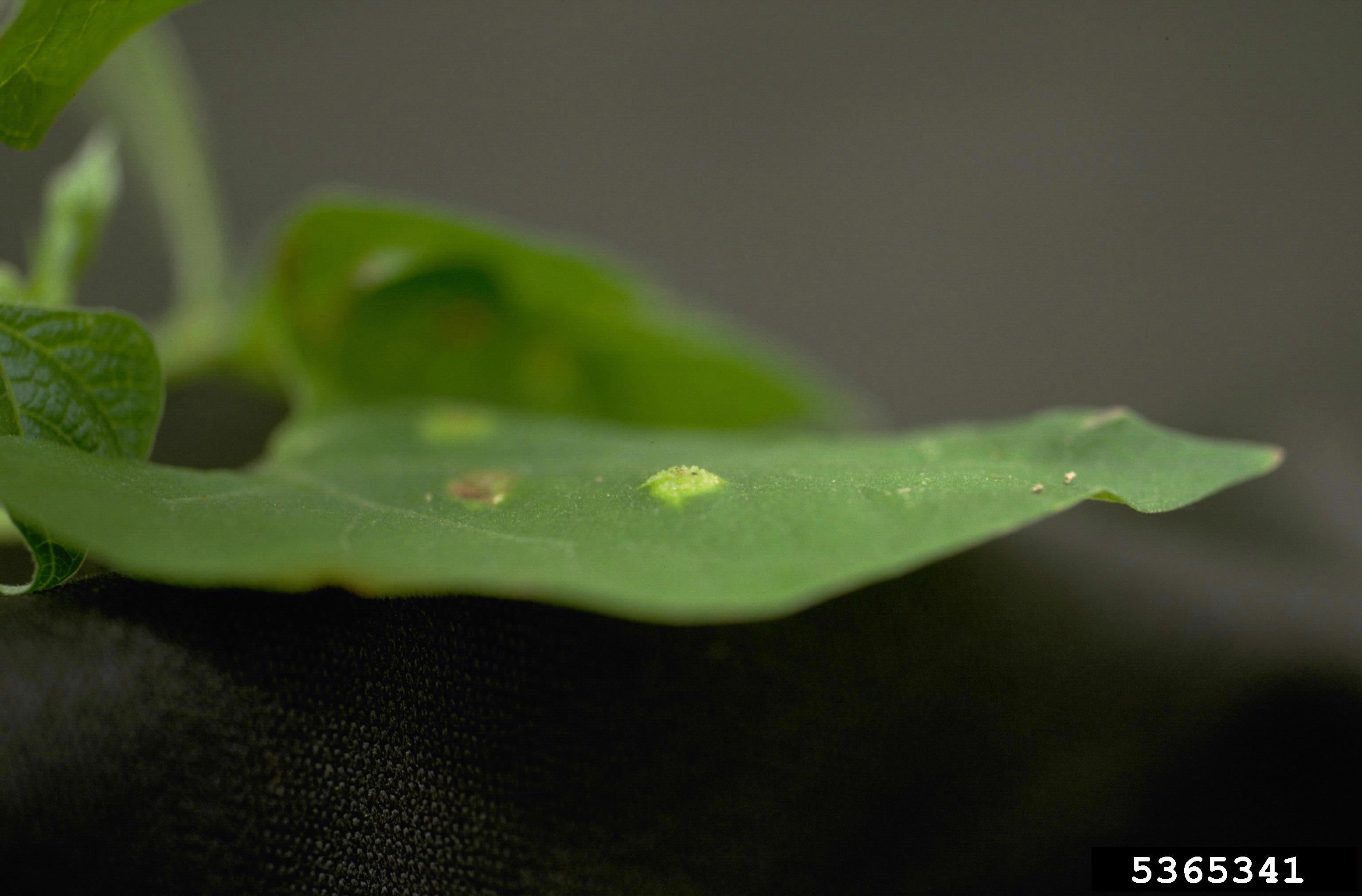
Spermogonium
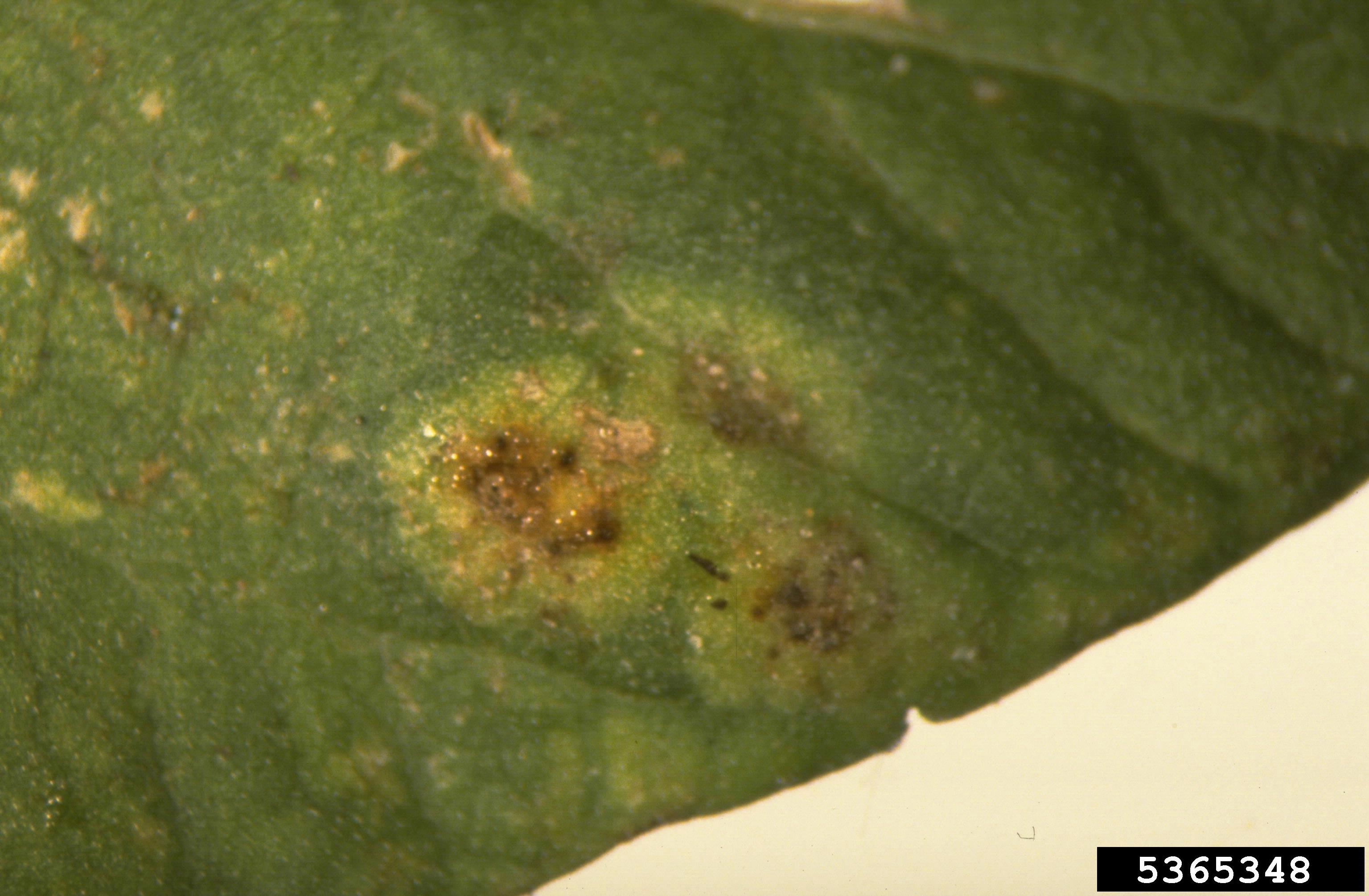
Spermogonium
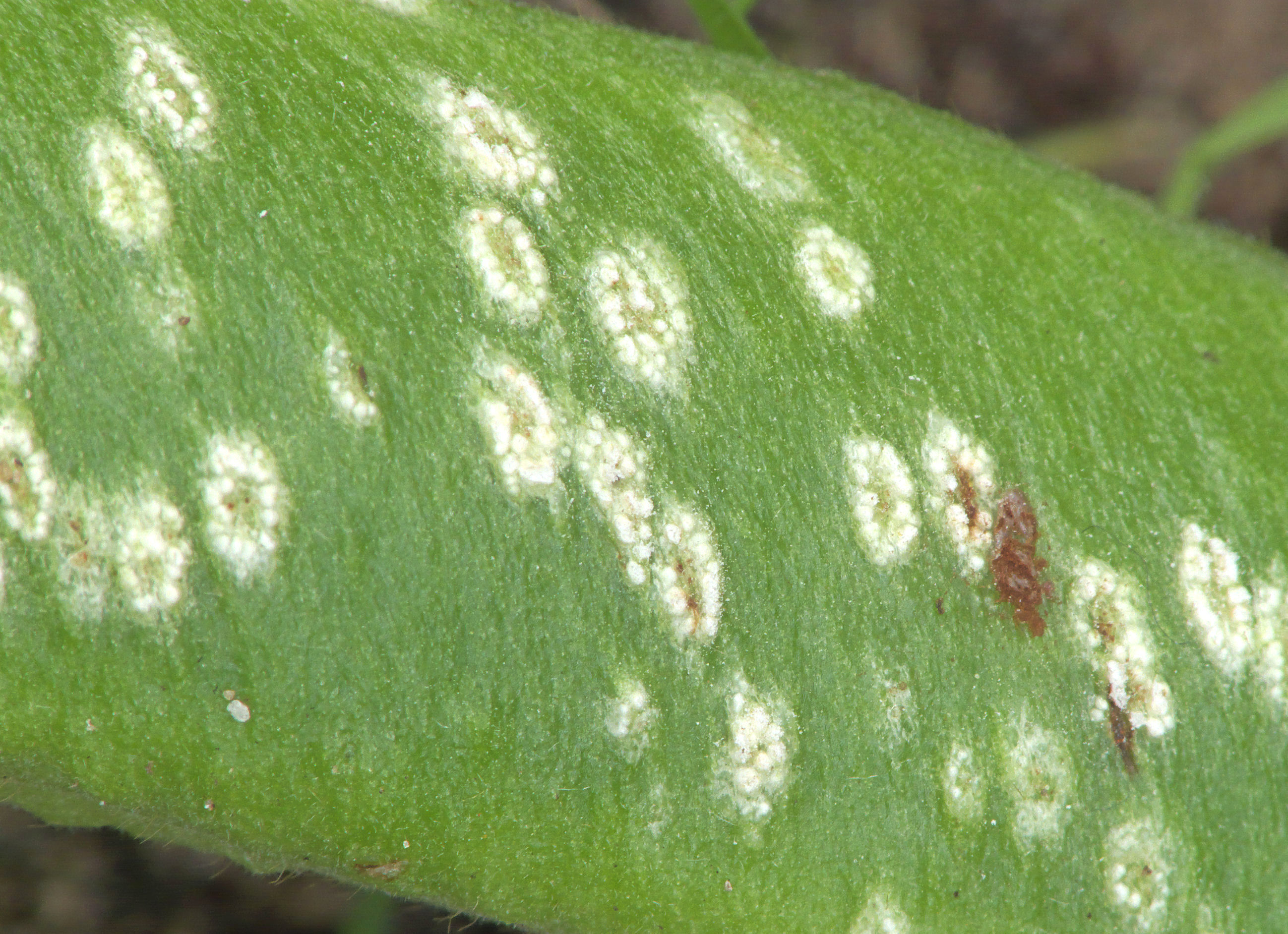
Aecia op de peul van pronkboon